# Дьоміна Юлія Вікторівна
Юлія Вікторівна Дьоміна (рос. Юлия Викторовна Дёмина; нар. 3 лютого 1969, Свердловськ) – російська шахістка, гросмейстер серед жінок від 1991 року, суддя міжнародного класу (Арбітр ФІДЕ) з 2007 року.

## Шахова кар'єра
Першого значного успіху досягнула 1987 року в Сочі, коли одноосібно перемогла на сильному круговому турнірі за запрошенням, випередивши, зокрема, Олену Ахмиловську, Алісу Галлямову, Айнур Софієву та Ірину Левітіну). На початку 1990-х років належала до провідних шахісток світу. У 1990, 1991 і 1993 роках тричі брала участь у міжзональних турнірах (частини відбіркового циклу чемпіонату світу). Найкращий результат показала 1990 року в Куала-Лумпурі, де поділила 5-6-те місця (разом з Анною Ахшарумовою). У 1992 році в складі національної збірної взяла участь у шаховій олімпіаді в Манілі, а також на командному чемпіонаті Європи в Дебрецені (в обох випадках грала на 1-й шахівниці). У 1995 (Еліста) і 1999 (Москва) роках двічі виборювала титул чемпіонки Росії. 1999 року знову брала участь у командному чемпіонаті Європи (також на 1-й шахівниці). 2000 року взяла участь у чемпіонаті світу за олімпійською системою, який відбувся в Нью-Делі. У перших двох раундах вибила з боротьби Захіру Ель-Габі і Маріцу Аррібас Робайну, але в третьому турі поступилася Пен Чжаоцінь. На чемпіонаті Росії 2001 року поділила 2-3-тє місця (позаду Ольги Зіміної, разом з Катериною Корбут), а потім у 2003 році виборола бронзову медаль. 2008 року перемогла (разом з Валентиною Соловйовою і Тетяною Молчановою) на меморіалі Людмили Руденко в Санкт-Петербурзі.
Найвищий Рейтинг Ело в кар'єрі мала станом на 1 липня 1991 року, досягнувши 2405 очок ділила тоді 14-15-те місця (разом з Оленою Ахмиловською) у світовому списку ФІДЕ, водночас займаючи 7-ме місце серед радянських шахісток.

## Зміни рейтингу
| На цьому місці має відображатися графік чи діаграма, однак з технічних причин його відображення наразі вимкнено. Будь ласка, не видаляйте код, який викликає це повідомлення. Розробники вже працюють для того, щоби відновити штатне функціонування цього графіка або діаграми. | |
| | На цьому місці має відображатися графік чи діаграма, однак з технічних причин його відображення наразі вимкнено. Будь ласка, не видаляйте код, який викликає це повідомлення. Розробники вже працюють для того, щоби відновити штатне функціонування цього графіка або діаграми. |